# Cryptomella ebor
Cryptomella ebor é uma espécie de gastrópode do gênero Cryptomella, pertencente à família Conidae.